# توماس إس. نولان
توماس إس. نولان (بالإنجليزية: Thomas S. Nolan)‏ هو محامي وسياسي أمريكي، ولد في 11 أكتوبر 1856، وتوفي في 24 ديسمبر 1944. حزبياً، نشط في الحزب الجمهوري. وقد انتخب عضو جمعية ولاية ويسكونسن.